# Bruno Merle
Pour les articles homonymes, voir Merle (homonymie).
Bruno Merle est un scénariste et réalisateur français.

## Biographie
Bruno Merle est né le premier janvier 1974.
C'est avec l'aide de Laurent Bouhnik que Bruno Merle réalise son premier court métrage en 1997, la femme des étoiles.
En 2002, il réalise avec Olivier Abbou le clip du morceau Indigo Blues du compositeur Llorca. Ce clip est réalisé en plusieurs plans séquence. Les deux réalisateurs apparaissent à la fin du clip.
Réalisateur de plusieurs courts métrages et d'un long métrage, Héros, sorti en 2007, Bruno Merle travaille essentiellement comme scénariste de séries télévisées.
Il fait une apparition en 2008 dans le film les Violette de Benoît Cohen.
Bruno Merle a deux enfants, Rita et Salvador, qui jouent tous les deux dans son deuxième long métrage, Felicità.

## Filmographie

### Cinéma

#### Courts métrages
- 1997 : La Fille des étoiles
- 2000 : Plus que parfait
- 2000 : Le Tombeur

#### Longs métrages
- 2007 : Héros également réalisateur
- 2020 : Le Prince oublié avec Michel Hazanavicius et Noé Debré (co-scénaristes)
- 2020 : Felicità également réalisateur

### Télévision
- 2022 : Les Papillons noirs